# Lijst van Stolpersteine in Hattem

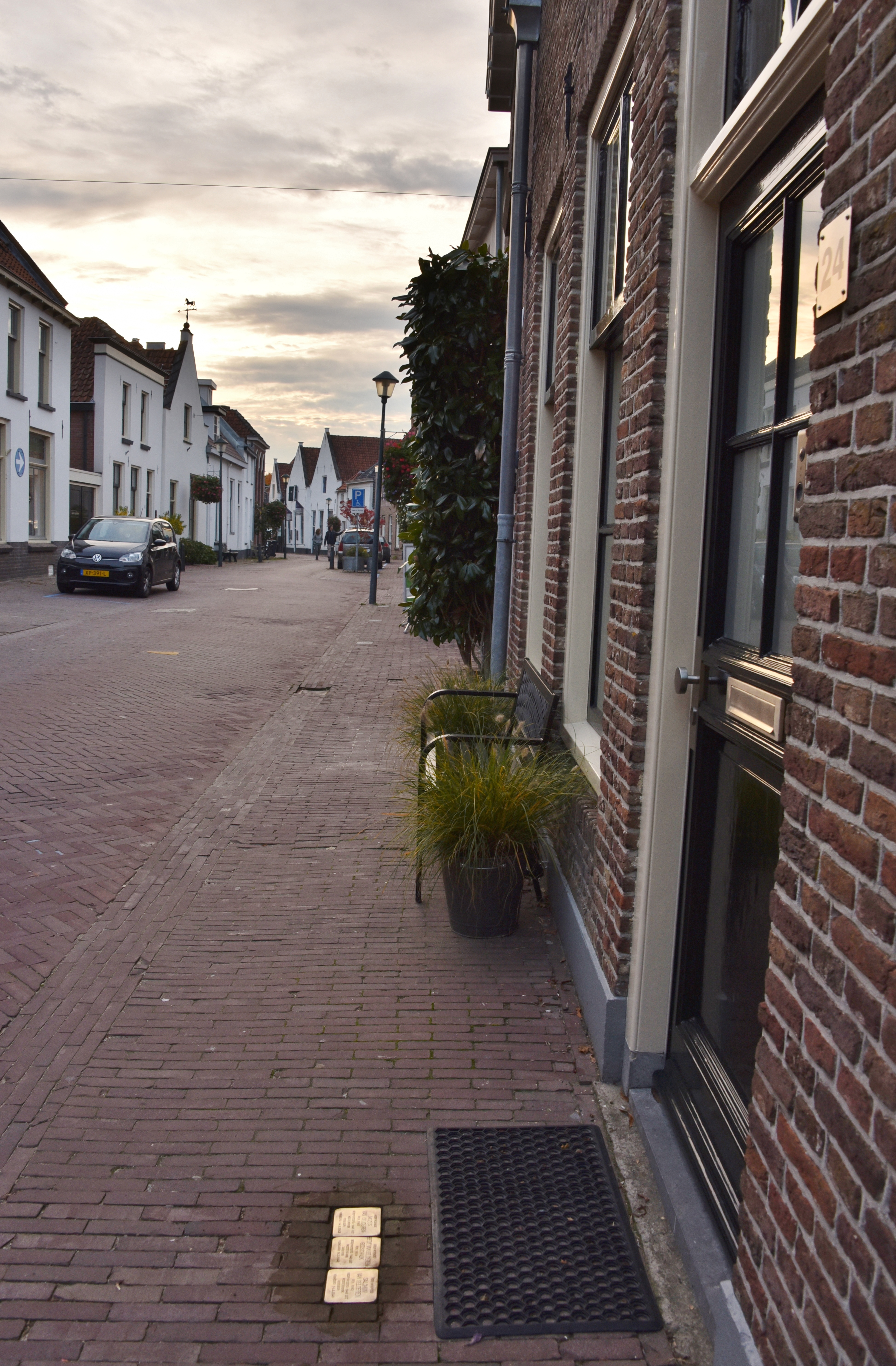
Stolpersteine voor familie Van Gelderen

De Lijst van Stolpersteine in Hattem geeft een overzicht van de gedenkstenen die in de gemeente Hattem in de Nederlandse provincie Gelderland zijn geplaatst in het kader van het Stolpersteine-project van de Duitse beeldhouwer-kunstenaar Gunter Demnig.
Stolpersteine zijn opgedragen aan slachtoffers van het nationaalsocialisme, al diegenen die zijn vervolgd, gedeporteerd, vermoord, gedwongen te emigreren of tot zelfmoord gedreven door het nazi-regime. Demnig legt voor elk slachtoffer een aparte steen, meestal voor de laatste zelfgekozen woning.
Omdat het Stolpersteine-project doorloopt, kan deze lijst onvolledig zijn.

## Stolpersteine
In Hattem liggen negentien Stolpersteine op negen adressen.

### Hattem
| Stolperstein | Inscriptie | Adres                           | Herdachte persoon                                     |
| ------------ | --- | ------------------------------- | ----------------------------------------------------- |
|              | HIER WOONDE GEORG COHN GEB. 1930 GEDEPORTEERD 1944 UIT WESTERBORK AUSCHWITZ VERMOORD 6.9.1944                                             | Veldweg 9                       | Georg Cohn (1930-1944)                                |
|              | HIER WOONDE GIJSBRECHT F.C. VAN DEN ENDE GEB. 1910 VERZETSSTRIJDER GEDEPORTEERD 1944 UIT KAMP AMERSFOORT VERMOORD 14.1.1945 KZ NEUENGAMME | van Deldensweg 9                | Gijsbrecht François Cornelis van den Ende (1910-1945) |
|              | HIER WOONDE ABRAHAM VAN GELDER GEB. 1903 ONDERGEDOKEN 1942 OMGEBRACHT 22.4.1944 DOOR HET VERZET WEGENS EEN GROOT CONFLICT                 | Veldweg 17                      | Abraham van Gelder (1903-1944)                        |
|              | HIER WOONDE MOZES VAN GELDEREN GEB. 1864 GEDEPORTEERD 1943 UIT WESTERBORK SOBIBOR VERMOORD 14.5.1943                                      | Achterstraat 24                 | Mozes van Gelderen (1864-1943)                        |
|              | HIER WOONDE SALOMON VAN GELDEREN GEB. 1862 GEDEPORTEERD 1943 UIT WESTERBORK SOBIBOR VERMOORD 14.5.1943                                    | Achterstraat 24                 | Salomon van Gelderen (1862-1943)                      |
|              | HIER WOONDE ELISABETH VAN GELDER-BAKKER GEB. 1905 ONDERGEDOKEN 1942 OMGEBRACHT 22.4.1944 DOOR HET VERZET WEGENS EEN GROOT CONFLICT        | Veldweg 17                      | Elisabeth van Gelder-Bakker (1905-1944)               |
|              | HIER WOONDE BETJE VAN GELDEREN- GODSCHALK GEB. 1869 GEDEPORTEERD 1943 UIT WESTERBORK SOBIBOR VERMOORD 14.5.1943                           | Achterstraat 24                 | Betje van Gelderen-Godschalk (1869-1943)              |
|              | HIER WOONDE SARA JULIA GERSON- LIPPERS GEB. 1911 GEDEPORTEERD 1944 UIT WESTERBORK AUSCHWITZ-BIRKENAU VERMOORD 8.9.1944                    | Burgemeester van Heemstralaan 1 | Sara Julia Gerson-Lippers (1911-1944)                 |
|              | HIER WOONDE URSULA GERSON GEB. 1936 GEDEPORTEERD 1944 UIT WESTERBORK AUSCHWITZ-BIRKENAU VERMOORD 6.9.1944                                 | Burgemeester van Heemstralaan 1 | Ursula Gerson (1936-1944)                             |
|              | HIER WOONDE JACOB JAN HOOGERS GEB. 1924 WEIGERAAR ARBEIDSINZET GEDEPORTEERD 1944 UIT KAMP AMERSFOORT VERMOORD 6.12.1944 KZ NEUENGAMME     | Dorpsweg 7                      | Jacob Jan Hoogers (1924-1944)                         |
|              | HIER WOONDE ABRAHAM KLATSER GEB. 1920 GEDEPORTEERD 1943 UIT WESTERBORK SS ARBEIDSLAGER DOROHUCZA VERMOORD 30.11.1943                      | Achterstraat 37A                | Abraham Klatser (1920-1943)                           |
|              | HIER WOONDE ANDRIES KLATSER GEB. 1921 GEDEPORTEERD 1942 UIT WESTERBORK AUSCHWITZ-BLECHHAMMER VERMOORD 21.1.1945                           | Achterstraat 37A                | Andries Klatser (1921-1945)                           |
|              | HIER WOONDE MICHEL KLATSER GEB. 1891 GEDEPORTEERD 1943 UIT WESTERBORK SOBIBOR VERMOORD 28.5.1943                                          | Achterstraat 37A                | Michel Klatser (1891-1943)                            |
|              | HIER WOONDE BETJE KLATSER- GODFRIED GEB. 1879 GEDEPORTEERD 1943 UIT WESTERBORK SOBIBOR VERMOORD 28.5.1943                                 | Achterstraat 37A                | Betje Klatser-Godfried (1879-1943)                    |
|              | HIER WOONDE MARINUS GERHARD RORIJE GEB. 1913 NEERGESCHOTEN 2-4-1945 HATTEM                                                                | Kerkstraat 47                   | Marinus Gerhard Rorije (1913-1945)                    |
|              | HIER WOONDE JOSEPH ROZEBAND GEB. 1899 GEDEPORTEERD 1943 UIT WESTERBORK SOBIBOR VERMOORD 9.7.1943                                          | Parklaan 18                     | Joseph Rozeband (1899-1943)                           |
|              | HIER WOONDE MIETJE ROZEBAND GEB. 1890 GEDEPORTEERD 1943 UIT WESTERBORK SOBIBOR VERMOORD 30.4.1943                                         | Parklaan 18                     | Mietje Rozeband (1890-1943)                           |
|              | HIER WOONDE RACHEL ROZEBAND- CORTISSOS GEB. 1855 GEDEPORTEERD 1943 UIT WESTERBORK SOBIBOR VERMOORD 14.5.1943                              | Parklaan 18                     | Rachel Rozeband-Cortissos (1855-1943)                 |
|              | HIER WOONDE REINTJE ROZEBAND GEB. 1897 GEDEPORTEERD 1943 UIT WESTERBORK SOBIBOR VERMOORD 11.6.1943                                        | Parklaan 18                     | Reintje Rozeband (1897-1943)                          |

## Data van plaatsingen
- 22 april 2011: zestien Stolpersteine op Achterstraat 24 en 37a, Burgemeester van Heemstralaan 1, Parklaan 18, Veldweg 9 en 17
- 18 april 2018: twee Stolpersteine op Dorpsweg 7, van Deldensweg 9
- 18 april 2025: een Stolpersteine op Kerkstraat 47